# 克鲁泽米热特
克鲁泽米热特（法語：Crouzet-Migette，法語發音：[kʁuzɛ miʒɛt]）是法国杜省的一个市镇，属于贝桑松区。

## 地理
克鲁泽米热特（46°57'25"N, 6°0'42"E）面积5.67 平方千米，位于法国勃艮第-弗朗什-孔泰大區杜省，该省份为法国东部内陆省份，北起上索恩省，西接汝拉省，东部及东南部与瑞士接壤，东北部与贝尔福地区省接壤。
与克鲁泽米热特接壤的市镇（或旧市镇、城区）包括：蒙马乌、楠苏圣安娜、圣安娜、阿蒙新城。

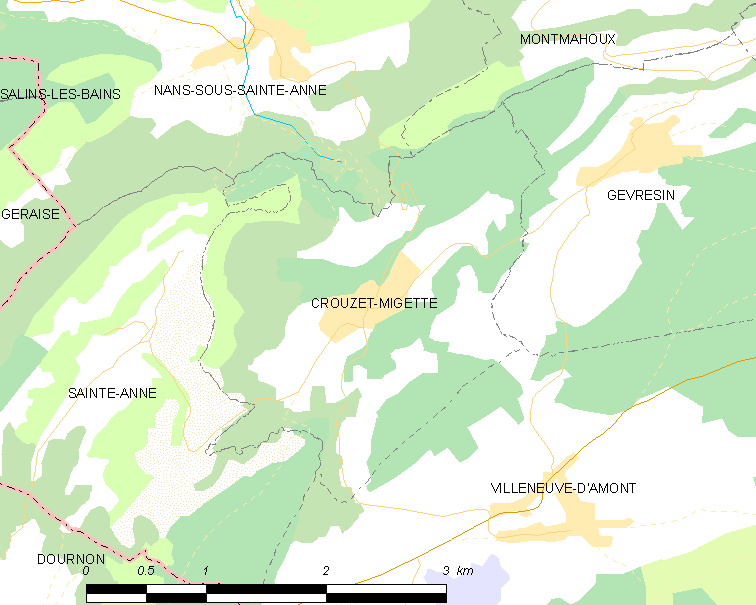
克鲁泽米热特的OSM定位图

克鲁泽米热特的时区为UTC+01:00、UTC+02:00（夏令时）。

## 行政
克鲁泽米热特的邮政编码为25270，INSEE市镇编码为25180。

## 政治
克鲁泽米热特所属的省级选区为奥尔南县。

## 人口

1962-2008年间克鲁泽米热特人口变化图示

克鲁泽米热特于2022年1月1日时的人口数量为117人。